# Біллі Гарріс (хокеїст, 1952)
Біллі Гарріс (англ. Billy Harris; нар. 29 січня 1952, Торонто) — канадський хокеїст, що грав на позиції крайнього нападника.
Провів понад 900 матчів у Національній хокейній лізі.

## Ігрова кар'єра
Хокейну кар'єру розпочав 1966 року.
1972 року був обраний в драфті НХЛ під 1-м загальним номером командою «Нью-Йорк Айлендерс».
Протягом професійної клубної ігрової кар'єри, що тривала 13 років, захищав кольори команд «Нью-Йорк Айлендерс», «Лос-Анджелес Кінгс», «Торонто Мейпл-Ліфс» та «Сент-Кетерінс Сейнтс».
Загалом провів 968 матчів у НХЛ, включаючи 71 матч плей-оф Кубка Стенлі.

## Досягнення
- ОХА друга збірна усіх зірок — 1971
- ГЮХЛК перша збірна усіх зірок — 1972
- Трофей Едді Паверса — 1972
- Учасник матчу усіх зірок НХЛ — 1976

## Статистика
| Сезон        | Клуб                 | Ліга         | Регулярна першість | Регулярна першість | Регулярна першість | Регулярна першість | Регулярна першість | Плей-оф | Плей-оф | Плей-оф | Плей-оф | Плей-оф |
| Сезон        | Клуб                 | Ліга         | І                  | П                  | П                  | О                  | ШХ                 | І       | П       | П       | О       | ШХ      |
| ------------ | -------------------- | ------------ | ------------------ | ------------------ | ------------------ | ------------------ | ------------------ | ------- | ------- | ------- | ------- | ------- |
| 1966-67      | Пітерборо Пітс       | ОХА          | 8                  | 0                  | 1                  | 1                  | 8                  | —       | —       | —       | —       | —       |
| 1968-69      | Торонто Мальборос    | ОХА          | 41                 | 9                  | 18                 | 27                 | 14                 | —       | —       | —       | —       | —       |
| 1969-70      | Торонто Мальборос    | ОХА          | 46                 | 13                 | 17                 | 30                 | 75                 | —       | —       | —       | —       | —       |
| 1970-71      | Торонто Мальборос    | ОХА          | 48                 | 34                 | 48                 | 82                 | 61                 | —       | —       | —       | —       | —       |
| 1971-72      | Торонто Мальборос    | ОХА          | 63                 | 57                 | 72                 | 129                | 87                 | —       | —       | —       | —       | —       |
| 1972-73      | «Нью-Йорк Айлендерс» | НХЛ          | 78                 | 28                 | 22                 | 50                 | 35                 | —       | —       | —       | —       | —       |
| 1973-74      | «Нью-Йорк Айлендерс» | НХЛ          | 78                 | 23                 | 27                 | 50                 | 34                 | —       | —       | —       | —       | —       |
| 1974-75      | «Нью-Йорк Айлендерс» | НХЛ          | 80                 | 25                 | 37                 | 62                 | 34                 | 17      | 3       | 7       | 10      | 12      |
| 1975-76      | «Нью-Йорк Айлендерс» | НХЛ          | 80                 | 32                 | 38                 | 70                 | 54                 | 13      | 5       | 2       | 7       | 10      |
| 1976-77      | «Нью-Йорк Айлендерс» | НХЛ          | 80                 | 24                 | 43                 | 67                 | 44                 | 12      | 7       | 7       | 14      | 8       |
| 1977-78      | «Нью-Йорк Айлендерс» | НХЛ          | 80                 | 22                 | 38                 | 60                 | 40                 | 7       | 0       | 0       | 0       | 4       |
| 1978-79      | «Нью-Йорк Айлендерс» | НХЛ          | 80                 | 15                 | 39                 | 54                 | 18                 | 10      | 2       | 1       | 3       | 10      |
| 1979-80      | «Нью-Йорк Айлендерс» | НХЛ          | 67                 | 15                 | 15                 | 30                 | 37                 | —       | —       | —       | —       | —       |
| 1979-80      | «Лос-Анджелес Кінгс» | НХЛ          | 11                 | 4                  | 3                  | 7                  | 6                  | 4       | 0       | 0       | 0       | 2       |
| 1980-81      | «Лос-Анджелес Кінгс» | НХЛ          | 80                 | 20                 | 29                 | 49                 | 36                 | 4       | 2       | 1       | 3       | 0       |
| 1981-82      | «Лос-Анджелес Кінгс» | НХЛ          | 16                 | 1                  | 3                  | 4                  | 6                  | —       | —       | —       | —       | —       |
| 1981-82      | «Торонто Мейпл-Ліфс» | НХЛ          | 20                 | 2                  | 0                  | 2                  | 4                  | —       | —       | —       | —       | —       |
| 1982-83      | «Торонто Мейпл-Ліфс» | НХЛ          | 76                 | 11                 | 19                 | 30                 | 26                 | 4       | 0       | 1       | 1       | 2       |
| 1983-84      | Сент-Кетерінс Сейнтс | АХЛ          | 2                  | 0                  | 1                  | 1                  | 0                  | —       | —       | —       | —       | —       |
| 1983-84      | «Торонто Мейпл-Ліфс» | НХЛ          | 50                 | 7                  | 10                 | 17                 | 14                 | —       | —       | —       | —       | —       |
| 1983-84      | «Лос-Анджелес Кінгс» | НХЛ          | 21                 | 2                  | 4                  | 6                  | 6                  | —       | —       | —       | —       | —       |
| Усього в НХЛ | Усього в НХЛ         | Усього в НХЛ | 897                | 231                | 327                | 558                | 394                | 71      | 19      | 19      | 38      | 48      |